# Rallye (compétition)
Pour les articles homonymes, voir Rallye.
Un rallye est une compétition ludique où les participants, éventuellement regroupés en équipes, doivent atteindre un objectif à l'aide d'indications qui leur permettent de franchir un certain nombre d'étapes.
Il peut prendre la forme d'une course, pouvant utiliser différents moyens de transport (à pied, à cheval, à vélo, en voiture, etc.), pour rallier un lieu prédéfini via un itinéraire découpé en étapes. Il peut également consister à attraper une personne qui laisse volontairement derrière lui des indices permettant de le retrouver (il s'agit notamment du « rallye-papiers », dans lequel la personne poursuivie sème des petits papiers comme indices), ou à rejoindre par un moyen de transport terrestre un aéronef qui se déplace dans les airs jusqu'à se poser au sol quelque part (il s'agit notamment du « rallye-ballon », à la poursuite d'un ballon dirigeable ou autre aérostat). Il peut enfin consister en une suite d'épreuves diverses (énigmes, défis, etc.) vers un objectif final (trésor ou autre récompense).

## Historique
Pratiqué par loisir ou pour l'aspect sportif de la compétition notamment au XIXe et début du XXe siècle, il ne subsiste aujourd'hui que dans le rallye automobile, qui est son application sous forme de course automobile, ou sous forme de rallye touristique qui est une activité de loisir où il n'y a pas d'épreuve de vitesse mais un jeu organisé proche d'une chasse au trésor.
Le rallye était notamment pratiqué dans les milieux aisés comme activité de loisir, sur une après-midi ou une journée ; regroupant des gens de différentes familles, il était alors potentiellement suivi d'une soirée prévue par les organisateurs pour permettre aux participants de se retrouver dans une ambiance festive le soir. Cette pratique dériva progressivement pour proposer toute sorte d'activité (sport, activité manuelle ou de plein air, activité de salon, etc.) toujours suivie d'une soirée (typiquement une soirée dansante), jusqu'à parfois ne plus consister qu'en Rallye dansant, la soirée elle-même est toujours appelée un rallye.